# Síndrome de aspiración de meconio
El síndrome de aspiración de meconio (SAM), también conocido como aspiración neonatal de meconio, sucede cuando los bebés inhalan meconio en sus pulmones antes o durante el parto. La aspiración de meconio es una forma de dificultad respiratoria aguda neonatal producida por aspiración de líquido teñido por meconio. Suele guardar íntima relación con sufrimiento fetal y con asfixia. El meconio son las primeras heces del bebé, compuestas por materiales ingeridos durante el tiempo en el que el bebé pasa en el útero: células epiteliales intestinales, lanugo, moco, líquido amniótico, bilis y agua. El meconio es estéril, a diferencia de las siguientes heces y es inodoro. 
El meconio se almacena habitualmente en los intestinos del bebé hasta después del nacimiento, pero en ocasiones (a veces en respuesta al sufrimiento fetal) es expulsado al líquido amniótico antes del nacimiento o durante el parto. Si el niño inhala entonces el fluido contaminado se pueden producir problemas respiratorios clásicos del síndrome de aspiración de meconio.

## Epidemiología
La presencia de líquido amniótico manchado de meconio ocurre en 12 a 14 % de los partos. El SAM, asociado a la aspiración de meconio en las vías aéreas fetales, ocurre en solo el 11% a 5% ciento de estos neonatos. Este ocurre con mayor frecuencia en recién nacidos que son postmaduros y pequeños para la edad gestacional. La anomalía en el ritmo de los latidos cardíacos fetales se asocia a un aumento de 5,4 veces el riesgo de que se presente meconio en el líquido amniótico. De los infantes que desarrollan SAM, el 4 por ciento fallece, constituyendo el 2 por ciento de todas las muertes perinatales. Los recién nacidos varones tienen una mayor predisposición a padecerlo.

## Fisiopatología
El esfínter externo laríngeo constituye una barrera al ingreso del líquido amniótico al pulmón funcionando como una válvula de un solo sentido, permitiendo el paso únicamente del líquido pulmonar a la faringe. Durante la asfixia, los esfuerzos respiratorios aumentan en intensidad y duración denominándoseles jadeos que dan como resultado la inhalación de gran volumen de líquido amniótico que penetra el árbol tráqueobronquial. La aspiración de meconio puede ocurrir intra útero o durante los primeros esfuerzos inspiratorios al nacimiento.
El paso de meconio hacia los pulmones puede ocurrir por varias razones:
- Hipoxia fetal que ocasiona vasoconstricción intestinal, hiperperistalsis y relajación del esfínter anal (Saling).
- Actividad vagal por compresión del cordón, particularmente en un feto maduro (Miller).
- Los movimientos respiratorios en el feto asfixiado aumentan por efecto de la hipoxia y la acidosis, lo que ocasiona aspiración del líquido amniótico meconial.
- El meconio interfiere con la función o la producción del factor tensoactivo, lo consume con rapidez. Se ha informado que el meconio ocasiona inflamación.
- En la placenta membranas coriónicas y cordón umbilical, afectando la circulación hacia el feto.

Ahora bien la cantidad y la consistencia del meconio aspirado determina la gravedad del problema, muy relacionado también con el grado de asfixia.

## Factores pre-disponentes
- Mal manejo de ginecólogos /obstetras/ parteras
- Inexperiencia del personal del área de salud a cargo del parto

-  Exceso de oxitocina artificial

- Intercambio placentario alterado

- Desprendimiento prematuro de placenta
- Placenta previa
- Prolapso o nudo del cordón umbilical

- Flujo materno o placenta alterada

- Hipotensión e hipertensión arterial
- Contracciones uterinas anormales

- Saturación arterial del oxígeno materno alterado

- Hipoventilación
- Hipoxia materna
- Enfermedad cardiopulmonar
- Post madurez
- Restricción del crecimiento intrauterino
- Prueba obstétrica de bienestar fetal alterada.
- Alcoholismo
- Tabaquismo

## Causas y factores de riesgo
El paso de meconio al fluido amniótico se da entre un cinco y un veinte por ciento de todos los nacimientos. Esto es más común en los nacimientos fuera de fechas, insuficiencia placentaria, hipertensión materna, preeclampsia, oligohidramnios y el uso indebido de drogas, especialmente de tabaco y la cocaína. El síndrome de aspiración de meconio se produce solo entre un 5-10% de estos casos. Frecuentemente, el sufrimiento fetal durante el parto provoca contracciones intestinales, así como la relajación del esfínter anal, lo cual facilita que el meconio pueda contaminar el líquido amniótico. Este último normalmente es claro, pero se vuelve verduzco en presencia de meconio. Si el bebé inhala esta mezcla antes, durante o después del nacimiento, puede ser llevado a las vías aéreas del interior de los pulmones. 
La aspiración de meconio sucede con cualquier circunstancia que origine sufrimiento fetal:
- Toxemia.
- Corioamnionitis.
- Hipertensión arterial.
- Tabaquismo exagerado durante la gestación.
- Enfermedades respiratorias o cardiovasculares maternas.
- Retardo del crecimiento fetal.
- Posmadurez.
- Circulares de cordón apretadas.
- Prolapso del cordón.
- Desprendimiento de la placenta.
- Accidente anestésico

Los principales problemas que se pueden encontrar en esta situación serían los siguientes: 
- El material podría bloquear las vías aéreas.
- Se bajaría la eficiencia del intercambio de gas en los pulmones.
- El fluido contaminado de meconio es irritante, con lo que se inflamarían las vías aéreas y posiblemente conduciría a una neumonía química.

En torno a un tercio de los bebés que sufren el Síndrome de aspiración de meconio necesita ventilación asistida.

## Síntomas y signos
El signo más obvio de que se ha aspirado meconio es el aspecto verdoso del fluido amniótico. También la piel del bebé puede estar teñida de verde si el meconio ha sido expulsado bastante tiempo antes del nacimiento. Otros signos del síndrome serían una respiración rápida o fatigosa, ritmo cardíaco bajo o una puntuación baja en el Test de Apgar. La inhalación se puede confirmar por una o más pruebas clínicas usando un estetoscopio para escuchar los sonidos anormales del pulmón, llevando a cabo gasometría arterial y radiografías de tórax en busca de áreas con condensación o parches en los pulmones. Los bebés que han inhalado meconio desarrollan distrés (sufrimiento) respiratorio que frecuentemente requiere soporte ventilatorio. Entre las complicaciones del SAM están el neumotórax y la hipertensión pulmonar persistente del neonato.

## Diagnóstico
Diagnóstico El diagnóstico se establece con los siguientes datos:
- Sufrimiento fetal.
- Líquido amniótico meconial.
- Presencia de meconio en tráquea al nacimiento.
- Síndrome de dificultad respiratoria.
- Datos de posmadurez como cordón umbilical delgado verdoso, pérdida de tejido celular subcutáneo, facies de alerta y ansiedad, línea morena, uñas rebasando el pulpejo, etcétera.
- Imagen radiológica; Se caracterizan por infiltrados micronodulares y macronodulares irregulares difusos, bilaterales, que alternan con opacidades que sugieren neumonitis o atelectasias; también se encuentran imágenes en parches y enfisema periférico, con aplanamiento de las cúpulas diafragmáticas. Es frecuente que cursen con neumotórax o neumomediastino; estas imágenes se presentan si el meconio es espeso; cuando es claro puede manifestarse como infiltrado difuso fino y sin atelectasia. (véase la figura 1.1)Archivo:Imagen radiologica aspiración de meconio|miniaturadeimagen|Aspiración de Meconio, existen infiltrados gruesos, difusos bilaterales en un patrón de hiperaeración (aplanamiento de los hemidiafragmas, espacios intercostales abiertos)

## Complicaciones
- Neumonía química por aspiración
- Daño cerebral debido a falta de oxígeno
- Dificultad respiratoria que dura varios días
- Atelectasia pulmonar
- Hipertensión pulmonar persistente del recién nacido[4]

## Prevención y tratamiento
El SAM es difícil de prevenir. Asegurarse de que el nacimiento se produce antes de la semana 42 de gestación puede disminuir el riesgo. La Amnioinfusión es un método para reducir el espesor del meconio que ha pasado al líquido amniótico. En este procedimiento se inserta un tubo en el útero a través de la vagina y se bombea un líquido estéril para diluir el meconio espeso. Los estudios recientes no han mostrado que esta técnica reporte algún tipo de beneficio. Hasta tiempos recientes se recomendaba que el obstetra aspirara la garganta y la nariz del neonato tan pronto como apareciera la cabeza en el nacimiento. No obstante, los nuevos estudios han mostrado que no es útil y la Guía para la Resucitación Neonatal revisada publicada por la Academia Americana de Pediatría ya no lo recomienda. Cuando el meconio tiñe el líquido amniótico y el bebé tiene depresión de funciones, se recomienda que el pediatra succione la boca y la nariz y utilice un laringoscopio y un catéter de succión para extraer el meconio bajo las cuerdas vocales. 
Si la situación empeora hasta el punto de que los tratamientos no afectan al neonato como debieran, se recomienda una oxigenación por membrana extracorpórea. Ésta consiste esencialmente en un bypass cardiopulmonar.